# 金塔站
金塔站，位于中华人民共和国甘肃省酒泉市金塔县金塔镇，是酒额铁路上的火车站，于2021年12月26日启用。现办理客货运业务。

## 車站周邊
- 金鼎湖旅游风景区

## 歷史
- 2021年12月26日启用。